# Varietà (biologia)
Col termine varietà (abbreviato var; in latino varietas) si intende in senso descrittivo la diversità delle caratteristiche all'interno di una specie biologica. Il termine ha però assunto anche un significato in senso distintivo, con "una varietà" (ristretta quasi a singolarità) si intende una parte ristretta, del complesso delle varietà esistenti, avente caratteristiche in qualche modo distinguibili dalla rimanente gamma varietale.
La accezione distintiva di varietà, subordinata alla specie e alla sottospecie, anche se può essere citata in tassonomia è priva di valenza sistematica e deve considerarsi esclusa dal sistema rigoroso di classificazione tassonomica.
Con lo sviluppo della conoscenza su parametri meno evidenti, come la identificazione dei caratteri genetici, si possono aggiungere molte altre forme di raggruppamento e classificazione a quelle già storicamente presenti.

## Origine, etimologia ed uso
Il termine deriva direttamente dal concetto di diversità, in questo caso si individua la gamma generale di varietà (diversità) all'interno della specie, ed all'interno di tale gamma si può poi ipotizzare un raggruppamento ristretto (verso la singolarità) con caratteristiche che possano definirsi comuni.
La definizione di varietà è ovviamente subordinata alla definizione di parametri classificatori, che per certi aspetti sono ancora più interessanti della classificazione stessa.
Individuato il raggruppamento con ben distinguibili caratteristiche comuni si procede poi alla definizione di un nome, che possa distinguere il raggruppamento definito.

## I parametri di definizione della varietà
La valutazione, nelle due accezioni descrittiva e distintiva sopraddette, sono effettuate previa definizione dei parametri da seguire nella classificazione. Data l'oggettiva impossibilità di usare tutti i possibili parametri a disposizione spesso si procede alla classificazione basata su precisi intenti di scopo.
Si può infatti classificare una varietà per ambiente vitale, interesse economico, forma, bellezza, qualità organolettiche, prestazioni, resistenza a situazioni ostili, facilità di conservazione delle caratteristiche o la loro labilità, origine geografica, climatica, presenza o meno in determinate fasi di tempo. In sintesi il parametro valutatorio dice molto, non solo su quanto è argomento di valutazione, ma anche su chi decide ed opera la classificazione, dato che chi classifica lo fa secondo i precisi interessi che ha.
La limitatezza ed il condizionamento a precisi interessi sono ovviamente piuttosto pericolosi dato che permettono facilmente di tralasciare parametri che poi si rivelano più importanti, o addirittura fondamentali. La classificazione infatti produce spesso effetti, dato che l'azione classificatoria può essere preliminare o propedeutica a decisioni di intervento.
La scelta di preferire l'evidenza di caratteri estetici, o il tralasciare alcuni parametri funzionali ha prodotto risultati a volte penosi, a volte devastanti. Per esempio la scelta nella varietà delle razze di cani per parametri di forma o colore, o gradevolezza di aspetto (per gli occhi umani), tralasciando altri parametri quali la stabilità emotiva o la resistenza a malattie ha prodotto la creazione di razze portatrici di fastidiose peculiarità patologiche.
In botanica la produzione di rose con fiori di forma e colore particolari ha recato la creazione di rose esteticamente molto belle, ma senza profumo.
Per contro chi classifica in genere per proprio interesse, nello sfruttamento della varietà, può avere appunto interesse ad evidenziare la resa in termini quantitativi, non necessariamente ha interesse a porre in luce la perdita di altre qualità fondamentali, formalmente positive, ma che non recano fattori economici positivi immediati, o che semplicemente sono accompagnati da basse rese o per difficoltà di produzione.

## Uso del termine
Il termine varietà è usato in senso descrittivo in tutti i campi della biologia dove esistano gamme di viventi della stessa specie presenti in diverse forme.
In botanica, invece è più frequentemente usato in significato discriminativo (isolamento di singole varietà).
È inoltre termine corrente in agricoltura e giardinaggio. Ad esempio i vari tipi di vitigno per la produzione di uva da vino sono varietà della vitis vinifera sativa.

## Implicazioni dei diritti legali
Nel caso che alcune varietà siano esclusive, in quanto prodotto specifico di ricerca, esse potranno essere legalmente "registrate" con particolare riserva sull'uso sia del nome che della materia oggetto di riproduzione.
Gli ingenti investimenti di bioingegneria riversati per produrre varietà geneticamente modificate hanno prodotto una fortissima pressione per legare la diffusione di tali varietà così prodotte a rigorosi termini di limitazione legale e funzionale all'utilizzo, condizionando le relative coltivazioni al pagamento di diritti ed alla adozione di sistemi limitanti, estesi su scala mondiale.
Tali forme di limitazione e subordinazione sono tra i fenomeni più palesi della globalizzazione, che hanno trovato pesanti forme di opposizione e di ostilità, risultando fortemente condizionanti, ed economicamente squilibrate tra i diversi paesi.

## Evoluzione del concetto di varietà
Nel caso che la varietà riguardi esclusivamente specifiche forme coltivate il termine usato è spesso cultivar. Nel caso si tratti di precise varietà attinenti alla forma estetica o cromatica, si adotta invece il termine di "forma". Tali termini sono spessi parificati a varietà, ma a volte sono subordinati a questa, così che la cultivar spesso è una varietà talmente ristretta da essere, di fatto, un solo clone; la "forma" spesso riguarda l'isolamento analogo per caratteristiche funzionali, quali appunto la dimensione o la forma fisica.

## Le varietà naturali
La genetica ha dimostrato l'ampia definizione della varietà in senso di "diversità", ha invece evidenziato la difficile distinzione per delimitare le singole varietà (singolarità) naturali.
La distribuzione clinale dei caratteri nel nostro pianeta e l'assenza di veri e propri confini biologici fanno sfumare il concetto di varietà, nel senso di singolarità, (inteso come gruppo con caratteristiche isolabili) nella gamma di continua (enorme) diversità all'interno dei gruppi rispetto alla modesta diversità di confine tra un gruppo e l'altro, fino a definire, col contatto e le parti comuni, le varietà solo come modesti "addensamenti" di caratteri in un sostanziale continuo, analogo in buona misura, (come è ovvio), all'ambiente che lo ha prodotto.
Per il fondamentale apporto in tale merito, ed in genere alla genetica delle popolazioni per la specie umana si fa riferimento a Luigi Luca Cavalli-Sforza.

## Altri significati di varietà
La varietà (singolarità) biologica, valida soprattutto per la botanica, trovava un parallelo in zoologia, dove il concetto di "gruppo con caratteristiche relativamente più omogenee" riguardante animali era detto razza, anche se in pratica, oggi il termine razza è confinato quasi esclusivamente all'ambito della zootecnica, quando si fa riferimento a popolazioni selezionate di animali domestici (per es.: razze equine, bovine, ovine, suine, canine, feline, avicole) per indicare varietà che sono prodotte artificialmente e devono conservare determinati standard.
L'evoluzione della genetica delle popolazioni e la progressiva comprensione dei meccanismi della speciazione hanno portato ad utilizzare termini più adatti a distinguere individui con evidenti dimorfismi, pur se appartenenti alla medesima specie e sottospecie, con l'introduzione di concetti quali la variazione clinale e le sovrapposizioni circolari, specie ad anello, più frequentemente citate con il termine inglese ring species. Polimorfismi, popolazioni e forme zoologiche sono termini frequentemente e correttamente impiegati nel settore.
Essendo la specie umana geneticamente omogenea, è difficile riscontrare, nel continuo di variazioni in tipi, diversità tali da permettere la separazione con criteri sicuri, completi, e soprattutto scientificamente validi, dei ceppi umani in modo che siano realmente distinguibili dalle popolazioni contigue, come esplicitato nella dichiarazione sulla razza (UNESCO 1950).
Gli studi genetici hanno infatti dimostrato la distribuzione clinale dei caratteri nel pianeta e l'assenza di veri e propri confini biologici; per questo motivo, il termine razza è praticamente scomparso dalla terminologia scientifica, sia in antropologia biologica che in genetica umana.
Quelle che in passato erano comunemente definite "razze" – come la bianca, la nera o l'asiatica – sono oggi definite "tipi umani", "etnie" o "popolazioni", a seconda dell'ambito sociologico, antropologico o genetico nel quale esse vengono considerate.